# Sam Lufkin
Samuel "Sam" William Lufkin (Salt Lake City, 8 de maio de 1891 – Los Angeles, 19 de fevereiro de 1952) foi um ator norte-americano da era do cinema mudo, ativo entre as décadas de 1920 e 1950.

## Filmografia selecionada
- Haunted Spooks (1920)
- Playin' Hookey (1928)
- The Hoose-Gow (1929)
- Beau Hunks (1931)
- The Music Box (1932)
- Any Old Port! (1932)
- Zenobia (1939)
- Crack-Up (1940)
- Born to Be Bad (1950)
- Law of the Badlands (1951)